# Tenoria arborescens
Tenoria arborescens är en flockblommig växtart som beskrevs av Spreng.. Tenoria arborescens ingår i släktet Tenoria och familjen flockblommiga växter. Inga underarter finns listade i Catalogue of Life.